# Platysmurus leucopterus
La urraca negra (Platysmurus leucopterus) es una especie de ave paseriforme de la familia Corvidae propia del sudeste asiático. Es la única especie del género Platysmurus.

## Distribución y hábitat
Se encuentra en la península malaya, Sumatra y las islas circundantes. Sus hábitats naturales son los bosques bajos húmedos subtropicales o tropicales y los manglares subtropicales o tropicales. Se encuentra amenazada por pérdida de hábitat.